# Repubblica Catalana
La Repubblica Catalana (in catalano República Catalana), nota anche come Stato Catalano (Estat Català), fu un'entità statale proclamata nell'attuale regione autonoma spagnola della Catalogna, nel 1641 dal politico ecclesiastico Pau Claris, nel 1873 da Baldomer Lostau come "Stato Catalano", nel 1931 da Francesc Macià sotto la dicitura: República Catalana com a estat integrant de la Federació Ibèrica (Repubblica Catalana come stato integrato nella Federazione Iberica) e nel 1934 da Lluís Companys sotto la dicitura: Estat Català de la República Federal Espanyola (Stato Catalano della Repubblica Federale Spagnola). La Catalogna fu indipendente anche nel biennio 1810-1812, sotto tutela francese per concessione di Napoleone Bonaparte. A queste esperienze si aggiunse infine la dichiarazione unilaterale di indipendenza a seguito del referendum del 2017, che non ha però portato alla nascita di uno Stato o di un governo.

## Storia

### XVII secolo - La Repubblica di Pau Claris

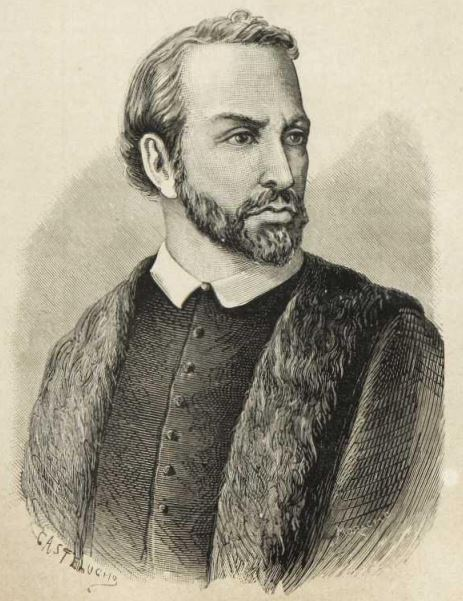
Pau Claris

All'inizio della Guerra dei Mietitori, iniziata nel 1640 (parte della più ampia Guerra franco-spagnola del 1635-1659), il Presidente della Generalitat, Pau Claris, convocò il 10 settembre la Junta de Braços o Braços Generals (Giunta degli Stati o Stati Generali) del Principato di Catalogna, un organo straordinario composto dai rappresentanti dei tre Stati del regno nelle Corti catalane (il parlamento), presieduto dalla Generalitat. La Junta fu una risposta al vuoto di potere creato dagli eventi del Corpus de Sang a Barcellona (7 giugno), in cui il Viceré di Catalogna, Dalmau de Queralt, e gli ufficiali reali furono assassinati da una moltitudine di contadini.
La proclamazione della Repubblica Catalana avvenne il 17 gennaio del 1641 per opera dei Braços Generals presieduti da Pau Claris, sotto l'egida della Francia. Tuttavia, solo una settimana dopo, il 23 gennaio, di fronte all'avanzata dell'esercito di Filippo IV, gli stessi Braços Generals proclamarono Luigi XIII di Francia conte di Barcellona, ponendo così il principato di Catalogna sotto la sovranità francese. Luigi XIII conservò il titolo fino alla sua morte, nel 1643, quando fu ereditato da Luigi XIV, che lo mantenne fino al 1652.

### XIX secolo - Il patto federale di Tortosa
Il 18 maggio 1869 i rappresentanti dei comitati repubblicano-federali di Aragona, Catalogna, Valencia e delle Baleari fimarono il Patto federale di Tortosa allo scopo di costituire insieme la Repubblica federale spagnola, mettendo in chiaro che intendevano difendere l'unità della Spagna.
Nel febbraio 1873 fu proclamata la Prima Repubblica ma con caratteristiche di stato centralizzato e non federale, presieduta da Estanislao Figueras. Nel successivo mese di marzo avvenne la proclamazione dello Stato Catalano, sotto la presidenza provvisoria di Baldomer Lostau i Prats che però si dimise pochi mesi dopo, in giugno, in seguito alla crisi economica e alle lacerazioni interne al suo partito provocate dalla costituzione dello Stato Catalano. Questa crisi interna fu soffocata solo dopo la promessa di scioglimento dell'esercito catalano. A Estanislao Figueras succedette Pi i Margall; Figueras dovette fuggire in Francia, da cui ritornò alla fine dell'anno per tentare, senza successo, di ricomporre l'ormai frammentato Partito Federale.

### XX secolo - Proclamazione di Macià del 1931

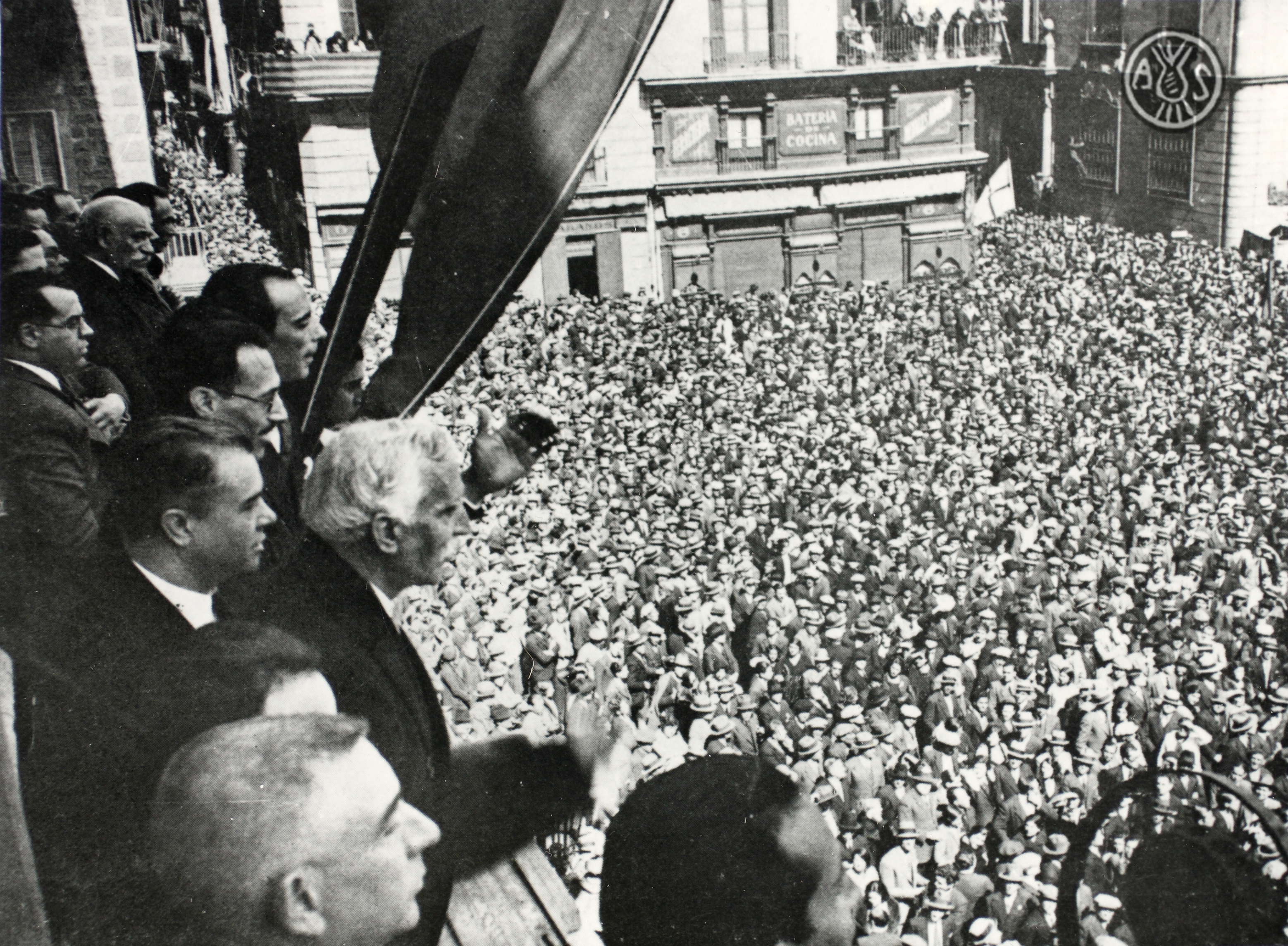
Francesc Macià

Il 14 aprile del 1931, dopo le elezioni municipali dove ottenne la maggioranza, il partito Sinistra Repubblicana di Catalogna (ERC) di Francesc Macià proclamò la Repubblica Catalana all'interno della Federazione Iberica dal balcone del Palazzo della Generalitat, a Barcellona. L'autoproclamazione preoccupò il governo provvisorio della nuova Seconda Repubblica. Vennero inviati per l'occasione a Barcellona, il 17 aprile del 1931, con l'intento di trovare una mediazione, i ministri Fernando de los Ríos, Marcel·lí Domingo e Lluís Nicolau d'Olwer. La mediazione fu trovata con molti sforzi da entrambe le parti. Macià dovette rinunciare alla Repubblica Catalana a favore di una nuova forma di ampia autonomia, la Generalitat de Catalunya.

### XX secolo - Proclamazione di Companys del 1934

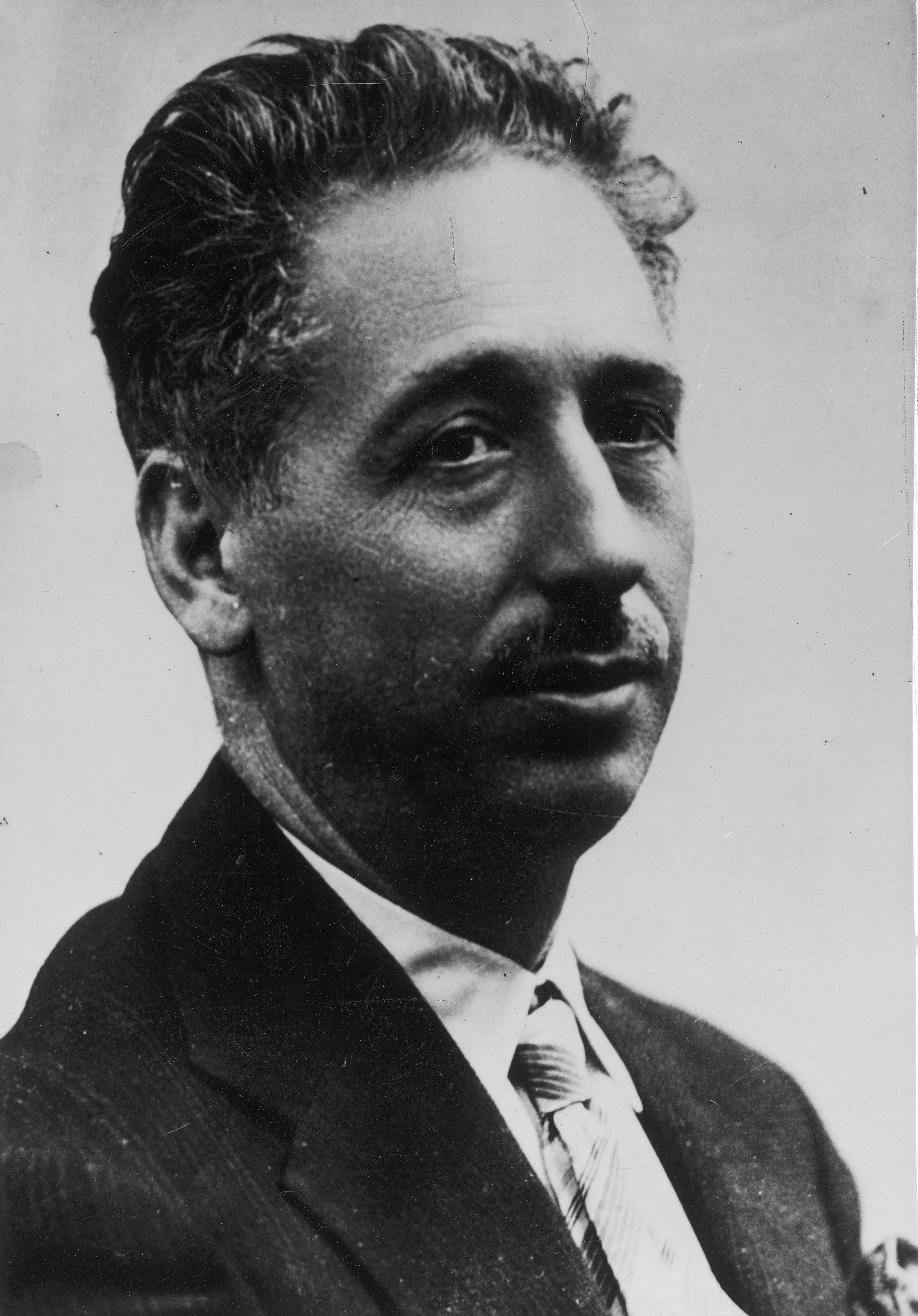
Lluís Companys

Il 6 ottobre del 1934, il presidente della Generalitat de Catalunya, Lluís Companys (ERC), proclamò lo Stato Catalano (Estat Català) all'interno della Repubblica Spagnola, nel quadro di un programma insurrezionale di gran parte della sinistra spagnola contro il governo presidenziale di Alejandro Lerroux, che era intenzionato ad assegnare ministeri a esponenti della CEDA, considerata prossima al fascismo, nel timore che questo potesse sfociare in una riduzione dei diritti sociali e dell'autonomia catalana.
Il tentativo fu rapidamente represso dal governo spagnolo con l'intervento militare del generale catalano Domènec Batet che tentò di limitare lo spargimento di sangue. Companys fu arrestato e imprigionato, assieme a tutti i membri del suo governo autonomista che venne sospeso. In seguito alla vittoria del Fronte Popolare alle elezioni generali del febbraio 1936, tutti i membri del governo furono amnistiati e ristabiliti nelle loro funzioni.
Al termine della guerra civile, il regime franchista abolì la Generalitat e le sue istituzioni, esiliandone i componenti. Il presidente Lluís Companys fu arrestato in Francia con la collaborazione della Gestapo. Estradato in Spagna, fu processato e condannato a morte dal consiglio di guerra e fucilato nel castello del Montjuïc il 15 ottobre del 1940.

### XXI secolo - Proclamazione di Puigdemont del 2017

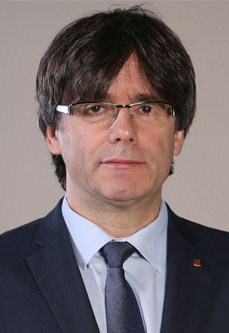
Carles Puigdemont

Il 1º ottobre 2017 si tenne in Catalogna un controverso referendum per l'indipendenza, sostenuto dal presidente della Generalitat de Catalunya Carles Puigdemont; il voto, dichiarato illegale dal Tribunale costituzionale della Spagna, non fu riconosciuto dal governo di Madrid, che ordinò l'intervento delle forze di polizia per impedirne lo svolgimento. Molti elettori si recarono comunque al seggio e, con un'affluenza di circa il 43%, il "sì" ottenne oltre il 90% dei voti. In conseguenza di tale risultato, il successivo 10 ottobre il governo della comunità autonoma dichiarò unilateralmente la costituzione di uno stato repubblicano indipendente di Catalogna, sottoscrivendo una dichiarazione dei rappresentanti della Catalogna, un testo esclusivamente politico e senza applicazione effettiva annunciando però la volontà di sospendere l'esecutività della dichiarazione di indipendenza per avviare negoziati con il governo spagnolo.
Il 27 ottobre 2017, il Parlamento catalano approvò definitivamente, a scrutinio segreto, una risoluzione, con effetti simbolici, per dichiarare l'indipendenza; in risposta, il Senato spagnolo approvò l'applicazione dell’art.155 della Costituzione spagnola, con il conseguente commissariamento della comunità autonoma. Il Governo centrale di Madrid sciolse il Parlamento catalano, destituendo il presidente catalano Carles Puigdemont (fuggito in Belgio) e i membri del governo della Generalitat; vennero indette nuove elezioni regionali per il 21 dicembre 2017, in seguito alle quali l'insieme dei partiti indipendentisti raggiunse la maggioranza assoluta dei seggi, pur risultando primo partito il costituzionalista Ciudadanos. L'autodichiarazione di indipendenza catalana del 27 ottobre, in ogni caso, non venne riconosciuta da alcuno, né a livello nazionale né internazionale, e non portò alla nascita di una nuova entità politica o di un governo repubblicano; tale dichiarazione venne inoltre dichiarata nulla dal Tribunale costituzionale spagnolo, in quanto incostituzionale.